# Heracleum nyalamense
Heracleum nyalamense är en flockblommig växtart som beskrevs av R.H.Shan och T.S.Wang. Heracleum nyalamense ingår i släktet lokor, och familjen flockblommiga växter. Inga underarter finns listade i Catalogue of Life.